# Kóczián Ferenc
Kóczián Ferenc (1978. július 8. –) labdarúgó, középpályás.

## Pályafutása
1998 őszétől 2001 évvégéig a Dunaferr labdarúgója volt. Az élvonalban 1998. augusztus 30-án mutatkozott be az MTK ellen, ahol csapata 3–0-s vereséget szenvedett. Tagja volt az 1999–2000-es bajnok, és a 2000–2001-es ezüstérmes csapatnak. Az 1999–2000-es idényben a másodosztályú Érdi VSE csapatában is szerepelt kettős játékengedéllyel. 2002 tavaszán az NB I B-es Marcali IFC játékosa volt. 2002 őszén visszatért a dunaújvárosi csapathoz. 2003 januárjától 2004 nyaráig a Videoton labdarúgója volt. Az utolsó élvonalbeli idényét, 2004–05-ben a Pécsi MFC csapatánál töltötte. Az élvonalban összesen 103 mérkőzésen szerepelt és négy gólt szerzett.

## Sikerei, díjai
- Magyar bajnokság
  - bajnok: 1999–00
  - 2.: 2000–01